# Hans Wehberg
Hans Wehberg (auch Johannes Wehberg, * 15. Dezember 1885 in Düsseldorf; † 30. Mai 1962 in Genf) war ein deutscher Völkerrechtslehrer und Pazifist. Er war zusammen mit Walther Schücking der Begründer der pazifistischen Völkerrechtslehre. Von 1924 bis zu seinem Tod war Wehberg Herausgeber der Zeitschrift Die Friedens-Warte.

## Biografie
Wehberg war gebürtiger Düsseldorfer. Sein Vater war der Arzt Heinrich Wehberg. Hans Wehberg studierte Rechts- und Staatswissenschaften an den Universitäten Jena, Göttingen und Bonn, schloss das Studium mit der Promotion zum Dr. jur. ab. Als Student war er Mitglied der Burschenschaft Marchia Bonn.
Von 1914 bis 1915 war er Gerichtsassessor im preußischen Justizdienst. 1915 wurde er zum Kriegsdienst eingezogen und als Besatzungssoldat in Belgien eingesetzt. Er protestierte als Soldat gegen den von Deutschland begangenen Bruch des Völkerrechts beim Einmarsch ins neutrale Belgien, wurde deshalb in eine Strafkompanie versetzt, später unehrenhaft aus dem Militärdienst entlassen und war weiteren Verfolgungen ausgesetzt. Darüber berichtete er 1919 in dem autobiographischen Werk Als Pazifist im Weltkrieg.
Wehberg arbeitete von 1917 bis 1919 als Hilfsarbeiter am Institut für Weltwirtschaft und Seeverkehr in Kiel. 1919–1921 leitete er die völkerrechtliche Abteilung der Deutschen Liga für Völkerbund, war daneben auch Vorstandsmitglied der Deutschen Friedensgesellschaft. 1921–1925 beobachtete er als Sachverständiger des Parlamentarischen Untersuchungsausschusses des Deutschen Reichstages Deutschlands Verhalten im Völkerbund. Zusammen mit seinem Freund Walther Schücking verfasste Wehberg 1921 einen groß angelegten Kommentar zur Satzung des Völkerbunds. Ab 1924 gab er die Zeitschrift Die Friedens-Warte heraus. Dort setzte er sich vor allem für die Ächtung des Krieges und die friedliche Streitschlichtung ein.
1928 wurde Wehberg Professor am Genfer Institut Universitaire de Hautes Etudes Internationales. Von 1950 bis zu seinem Tode war er Generalsekretär des Institut de Droit international.
Die Ideen und Bemühungen für die Durchsetzung des Rechts- und Ordnungsgedankens beziehungsweise die Überwindung der Gewalt durch das Recht in internationalen Beziehungen zieht sich als Leitmotiv durch seine gesamte Biografie. Hans Wehberg starb am 30. Mai 1962 in Genf.

## Völkerrechtswissenschaftliche Arbeit
In Hans Wehbergs Völkerrechts-Bibliographie ist eine Fokussierung auf das Kriegsrecht und den Völkerbund klar zu erkennen, genauer die Vision der Überwindung von Gewalt durch das Recht. Typisch für seine Werke ist, dass er sich als Jurist mit den wissenschaftlich-systematischen und positiv-rechtlichen Vordergründen des Völkerrechts befasst und andere Disziplinen wie Soziologie und Ethik mit einbezieht.

### Kommentar der Völkerbundsatzung
Zu seinen Hauptwerken zählt der mit Walther Schücking (1875–1935) verfasste Kommentar zur Völkerbundsatzung, der 1921 in erster Auflage erschien und die erste wissenschaftliche Literatur zu diesem Thema überhaupt war. 1931 erschien die dritte Auflage, die zum ersten Mal in zwei Bänden geplant war. Allerdings erschien lediglich der erste Band, da Wehberg und Schücking die Ergebnisse der Abrüstungskonferenz und die Harmonisierung von Kellogg-Pakt und dem Völkerbundstatut abwarten wollten. Diese Darstellungen fielen jedoch „der innen- und weltpolitischen Stimmungslage der frühen dreißiger Jahre zum Opfer, die für das Thema Völkerbund alles andere als günstig war“. Im ersten Band werden die Art. 1–7 auf den letzten 200 von rund 550 Seiten kommentiert, vor den eigentlichen Kommentar stellen Wehberg und Schücking eine Art Lehrbuch über den Völkerbund, die Entstehung dessen Rechtsnatur, seinen Grundgedanken, die Friedensverträge und die Fortbildung des Völkerbundes.

### „Krieg verbieten“
Zeitgleich zur Überarbeitung für die dritte Auflage des Kommentars zur Völkerbundsatzung hielt Wehberg eine Vorlesung über die Ächtung des Krieges im Völkerbund an der Haager Völkerrechtakademie. Zu dieser Vorlesung erschienen 1930 das Buch in deutscher Sprache und etwas später auch eine englische Übersetzung. Zunächst geht er ausführlich auf die historischen Hintergründe ein, es wird die Völkerbundsatzung und ihr Verhältnis zum Krieg näher beleuchtet, außerdem wird auf den Kellogg-Pakt, den Locarno-Pakt und das Genfer Protokoll näher eingegangen. In den prinzipiellen Erörterungen, dem zweiten Kapitel, kann man folgende Hauptthesen Wehbergs entnehmen, von denen auch seine weiteren Veröffentlichungen – insbesondere in der Zeitschrift Friedens-Warte – beeinflusst sind:
1. Der Krieg als Mittel zur Streiterledigung müsse komplett verboten werden.
2. Die alleinige Ächtung des Krieges genüge nicht: Wichtigstes Mittel zur Durchsetzung sei die radikale Abrüstung gleichzeitig und in gleicher Weise bei allen Mächten des Völkerbundes.
3. Die Unterteilung in „gute und böse“ Kriege stelle sich schwierig dar. So zählt die Besetzung fremden Staatsgebietes schon zum kriegerischen Handeln. Der Verteidigungskrieg sei eines der bedeutsamsten Probleme, weil es einerseits schwer sei, den tatsächlichen Angreifer festzustellen, andererseits die Aufgabe eines organisierten Staatenbundes gerade darin bestehe, Konflikte friedlich zu lösen. Noch umstrittener sei der Sanktionskrieg, der von der Staatengemeinschaft begonnen wird.

## Herausgeber der Friedens-Warte 1924–1962
Für die Wiederbelebung des seinerzeitigen Sprachrohrs der deutschen Friedensbewegung, der Zeitschrift Die Friedens-Warte nach dem Tod des Herausgebers und Zeitungsbegründers Alfred Hermann Fried setzte sich 1923 eine Gruppe von Völkerrechtsgelehrten ein, unter ihnen Hans Wehberg. Er stand schon seit der Zweiten Haager Friedenskonferenz (ab 1907) in enger Verbindung zur Friedens-Warte. Wehberg unterstützte die Zeitschrift, indem er sie in seinen Hörsälen auslegte und in ihr Beiträge zum Völkerrecht veröffentlichte. 1912 brachte er in Vertretung für Fried bereits eine Ausgabe heraus. Die Herausgeberschaft, die Hans Wehberg ab 1924 bis zu seinem Tod 1962 alleine innehatte, lässt sich in drei Perioden unterteilen:
- 1924–1928: Die kritische Auseinandersetzung mit dem Völkerbund wird fortgesetzt und intensiviert. Der Anteil an völkerrechtlichen Beiträgen in der Zeitung nimmt noch weiter zu. Wehberg kritisiert, dass in der Völkerbundsatzung der Krieg nicht geächtet wird, als letztes politisches Mittel anerkannt bleibt. Zudem sei der Völkerbund wirkungslos ohne eigene Polizeitruppe zur Friedenssicherung. An der neutralen Haltung bei der öffentlich diskutierten Frage der Zulässigkeit von Militär im Allgemeinen verliert Die Friedens-Warte ihre Meinungsführerschaft bei der Friedensbewegung. Mit Wehbergs Amtsantritt am „Institut Universitaire de Hautes Etudes Internationales“ in Genf (1928) tendiert die Friedenswarte mehr und mehr zu einer völkerrechtlichen Fachzeitschrift. Zudem ist mit Wehbergs Wohnortwechsel in die Schweiz und der Herausgeberschaft von dort aus der Weg geebnet für ein Weiterbestehen im Exil während des Zweiten Weltkriegs.
- 1928–1945: Bis 1933 berichtet Die Friedens-Warte noch breit über die Deutsche Friedensgesellschaft und Organisation der Friedensbewegung. Seit 1931 kann sie sich aber nicht den Themen der rechten Parteien verschließen. In der Frage der Angemessenheit des Versailler Vertrags, insbesondere der Schuldfrage des Ersten Weltkriegs, bezieht Hans Wehberg eine Mittelposition. Er betont die Mitschuld Deutschlands, lehnt aber eine Alleinschuld ab. Nach dem Verbot der Friedenswarte in Deutschland (1936) beendet Wehberg seine Zurückhaltung bei der Berichterstattung über die Nationalsozialisten. Gleichwohl ist mit dem Verbot die alte Auflage der Zeitung nicht mehr zu erreichen. Die Themen richten sich während des Krieges auf die Frage der Schlichterrolle des Völkerbunds. Wehberg startet eine internationale Rundfrage, ob bei zwischenstaatlichen Streitfragen in Zukunft zuerst der Völkerbund konsultiert werden solle (1939).
- 1945–1962: Als sich in den letzten Kriegsjahren mit den Vereinten Nationen schon eine neue internationale Staatengemeinschaft abbildet, rückt diese in der Berichterstattung von Hans Wehberg in den Fokus. Seine Kritik richtet sich gegen die herausgehobene Stellung der Supermächte im Sicherheitsrat (Vetorecht) sowie gegen die Schwäche der ihr innewohnenden Institutionen. Die UN beschäftigen Hans Wehberg auch nach 1945. Weitere Themen sind die gewünschte deutsche Einheit, Nürnberger Prozesse, später die Atomenergie sowie die europäische Einigung. Auf dem deutschen Zeitschriftenmarkt kann sich Die Friedens-Warte allerdings nicht mehr auf Vorkriegsniveau etablieren. Auch der Kontakt zur Friedensbewegung wird nicht wieder hergestellt. Viele Forderungen der Friedens-Warte finden sich nach dem Zweiten Weltkrieg zudem in der Satzung der Vereinten Nationen. Mit dem Tod von Hans Wehberg sieht es 1962 daher so aus, als ob dies auch das Ende der pazifistischen Fachzeitschrift bedeutete.

1974 wurde der Versuch gestartet, Die Friedens-Warte neu zu beleben. Zunächst unregelmäßig, spätestens seit der deutschen Wiedervereinigung mit neuem Schwung erscheint sie bis heute im Vierteljahresrhythmus.

## Wehbergs Bibliothek
Nach seinem Tod beschloss Wehbergs Witwe den Verkauf seiner Privatbibliothek, um sie für die Öffentlichkeit zugänglich zu machen. 1964 erwarb das Institut für Öffentliches Recht der Albert-Ludwigs-Universität Freiburg diese Bibliothek mit Mitteln der Stiftung Volkswagen auf Initiative der Professoren Werner von Simson und Joseph H. Kaiser aus dem Nachlass. Eine Lehrtätigkeit Wehbergs an der Universität Freiburg ist nicht belegbar. Bis etwa 2014 war diese Bibliothek im Kollegiengebäude II der Universität den Lehrenden und Studierenden zugänglich, kurz vor Beginn der Gebäudesanierung schließlich wurde sie an die Universitätsbibliothek übertragen, um den Beständen einen geschützteren Standort zu bieten.

## Schriften (Auswahl)
(chronologisch)

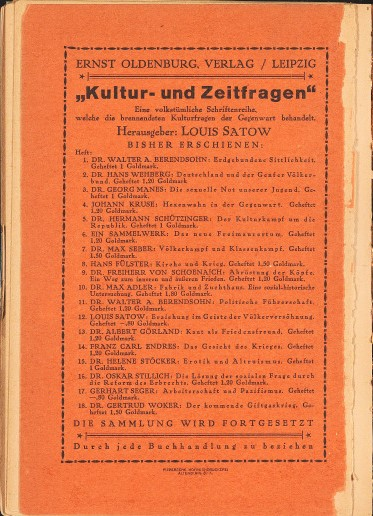
Deutschland und der Genfer Völkerbund

- Das Beuterecht im Land- und Seekriege, dargestellt unter besonderer Berücksichtigung der modernen Entwicklung des internationalen Handels. Tübingen 1909. (Englische Übersetzung erschienen unter dem Titel Capture in war on land and sea, Volltext)
- Kommentar zum Haager „Abkommen betreffend die friedliche Erledigung internationaler Streitigkeiten“ vom 18. Oktober 1907. Tübingen 1911.
- Das Problem eines internationalen Staatengerichtshofs. München/Leipzig 1912.
- Bedenken gegen den englisch-amerikanischen Schiedsvertrag, in: Kölnische Zeitung Nr. 71, 20. Januar 1912, S. 1.
- Das Papsttum und der Weltfriede. München/Gladbach 1915.
- Als Pazifist im Weltkriege. Leipzig 1919.
- Die internationale Beschränkung der Rüstungen. DVA Stuttgart und Berlin 1919. (Volltext).
- The Limitation of Armaments: A Collection of the Projects Proposed for the Solution of the Problem. Carnegie Endowment for International Peace, 1921. (Volltext)
- Die Satzung des Völkerbundes, kommentiert (in Zusammenarbeit mit Walther Schücking). Berlin 1921.
- Grundprobleme des Völkerbundes. Berlin 1926.
- Deutschland und die Friedensbewegung, Gutachten, erstattet dem Parlamentarischen Untersuchungsausschuß des Deutschen Reichstags. Das Werk des Untersuchungsausschusses der Verfassunggebenden Deutschen Nationalversammlung und des Deutschen Reichstages, 1919-1930. Berlin 1929.
- Die Aechtung des Krieges. Eine Vorlesung an der Haager Völkerrechtakademie und am Institut Universitaire des Hautes Etudes Internationales (Genève). Berlin (Vahlen) 1930.
- Der Kampf um die Reform des Völkerbundes (1920 bis 1934). Genf 1934.
- Das Projekt eines panamerikanischen Völkerbundes. Athen 1941.
- Die Organisation der Staatengemeinschaft nach dem Kriege. Das Problem einer wahren Repräsentation der Völker. In: Die Friedens-Warte, Jg. 44, 1944, S. 49.
- Der amerikanische Plan einer internationalen Kontrolle der Atomenergie. Eine Einführung in die Arbeiten der Atomkommission der Vereinten Nationen. In: Die Friedens-Warte, Jg. 47, 1947, S. 5.
- Ludwig Quidde. Ein deutscher Demokrat und Vorkämpfer der Völkerverständigung. Eingeleitet und zusammengestellt von Hans Wehberg. Offenbach am Main 1948.
- Krieg und Eroberung im Wandel des Völkerrechts. Frankfurt am Main 1953.
- Das Genfer Protokoll betr. die friedliche Erledigung internationaler Streitigkeiten. Berlin 1927.